# Crotalaria cornetii
Crotalaria cornetii är en ärtväxtart som beskrevs av Paul Hermann Wilhelm Taubert och Dewevre. Crotalaria cornetii ingår i släktet sunnhampor, och familjen ärtväxter. Inga underarter finns listade i Catalogue of Life.